# Викунья, Кибу
Хосе Антонио «Кибу» Викунья Очандоренья (исп. José Antonio Vicuña Kibu; род. 20 ноября 1971, Сисуркиль, Испания) — испанский футбольный тренер.

## Биография
Тренировать начал с 16 лет. После получения образования работал с юношами в «Осасуне». В 2007 году Викунья переехал в Польшу, где трудился много лет. Он входил в тренерские штабы ведущих команд страны. В мае 2018 года испанец сменил россиянина Олега Василенко у руля литовского «Тракая». В октябре он уже вернулся в Польшу, где он возглавил плоцкую «Вислу». В мае 2019 года возглавил индийский «Мохун Баган» и привел его к победе в местной Ай-лиге. В апреле 2020 года испанец стал главным тренером другого клуба из этой страны «Керала Бластерс».

## Достижения

### Главного тренера
- Чемпион Индии (1): 2019/20.

### Ассистента
- Чемпион Польши (1): 2012/13.
- Обладатель Кубка Польши (2): 2007/08 2012/13.
- Обладатель Суперкубка Польши (2): 2008, 2015.